# Garaeus fulvatus
Garaeus fulvatus är en fjärilsart som beskrevs av George Francis Hampson 1902. Garaeus fulvatus ingår i släktet Garaeus och familjen mätare. Inga underarter finns listade i Catalogue of Life.